# 桜井家一
桜井 家一（さくらい いえかず、? - 文禄5年（1596年）8月）は、安土桃山時代の武将。通称は佐吉、和泉守。

## 略歴
『川角太閤記』には若輩の頃から豊臣秀吉に奉公した子飼衆の一人であり、秀吉の命によりその実弟である豊臣秀長に仕えたとある。天正11年（1583年）の賤ヶ岳の戦いでは一番鎗の戦功を立て、丹波国内に3千石の俸禄を与えられた。
天正19年（1591年）に秀長が没すると養子の秀保に仕え、その秀保も文禄4年（1595年）に亡くなると再び秀吉に仕えた。しかし翌年の8月頃に死去した。